# Binaryzm płciowy
Binaryzm płciowy, także binaryzm płci (od ang. gender „płeć społeczno-kulturowa”) – podział płci na dwie odrębne, przeciwstawne względem siebie rodzaje – męską i żeńską – czy to przez system społeczny, czy przez wierzenia kulturowe.
Binaryzm płciowy zakłada, że istnieją (lub powinny istnieć) tylko dwie płcie kulturowe, którym należy podporządkować swoją tożsamość i ekspresję płciową; oraz że są one nierozerwalnie związane (lub tożsame) z płcią biologiczną, a więc z anatomicznymi cechami płciowymi.

## Charakterystyka
Zwolennicy genderyzmu wyznają przekonanie, że osoba urodzona z żeńskimi lub męskimi cechami płciowymi automatycznie uzyskuje także przynależne swojej płci kulturowe wzorce zachowań i inne przypisywane kobietom i mężczyznom cechy nieanatomiczne. Zwolennicy tego poglądu uznają też, że osoby odbiegające swoim wyglądem i zachowaniem od stereotypowego wyobrażenia o kobietach i mężczyznach wykazują cechy patologiczne. Genderyzm uznawany jest przez badaczy za przekonanie dyskryminujące osoby transseksualne i transpłciowe, gdyż neguje on możliwość posiadania psychologicznych cech płci odmiennych niż cechy fizyczne lub posiadania innej niż wynikająca z budowy ciała tożsamości płciowej. W tym sensie genderyzm opisywany jest jako zjawisko analogiczne do heteroseksizmu, w podobny sposób jak transfobia jest uprzedzeniem analogicznym do homofobii.

## Błędne użycie terminu genderyzm
W polskim dyskursie politycznym oraz w wypowiedziach działaczy polskiego Kościoła katolickiego zdarzają się przypadki użycia terminu genderyzm w odwrotnym znaczeniu – do nazwania poglądu o płynności i nieistotności podziału płci na męską i żeńską. Takie użycie tego terminu jest błędne. Właściwą nazwą poglądów i zjawisk kulturowych, którym sprzeciwiają się wspomniani politycy i działacze, może być transgenderyzm, będący zespołem tożsamości płciowych odbiegających od stereotypu kobiety i mężczyzny i od przypisywanych płciom tradycyjnych ról społecznych, lub też postgenderyzm, czyli ruch społeczny postulujący zupełną eliminację płci kulturowej. Paradoksalnie jednak genderyzm – czyli przekonanie o nieodwołalnej  integralności płci biologicznej danej osoby z przypisaną jej płcią społeczno-kulturową – jest poglądem podzielanym przez wiele osób wypowiadających się na temat zagrożenia błędnie definiowanym „genderyzmem”.